# Біличанський провулок
Білича́нський прову́лок — зниклий провулок, що існував у Києві, місцевості Академмістечко, Святошин. Пролягав від бульвару Академіка Вернадського до вулиці Академіка Кримського.

## Історія
Провулок виник у середині XX століття під такою ж назвою, у 1950-х роках пролягав від Біличанської до Ірпінської вулиці. Ліквідований у 1980-х роках у зв'язку із переплануванням місцевості.